# Balasinor
Balasinor é uma cidade e um município no distrito de Kheda, no estado indiano de Gujarat.

## Demografia
Segundo o censo de 2001, Balasinor tinha uma população de 33 704 habitantes. Os indivíduos do sexo masculino constituem 52% da população e os do sexo feminino 48%. Balasinor tem uma taxa de literacia de 71%, superior à média nacional de 59,5%; com 58% para o sexo masculino e 42% para o sexo feminino. 13% da população está abaixo dos 6 anos de idade.